# وانغ فاي فاي
وانغ فاي فاي (مواليد 27 أبريل 1987-)، مغنية، راقصة، ممثلة وهي عضوة في مجموعة الفتيات الكورية ميس أيه التي أنشأتها شركة جاي واي بي إنترتينمنت .

## حياتها
فاي ظهرت لأول مرة في البرنامج الصيني Is Pretty Dance Danceعلى قناة Zhejiang TV مع فرقتها السابقة Sistersوهي نسخة صينية من الـالفتيات الرائعات و بعد انسحاب عضوتين من الفرقة و أنضام Lim إلى الوندر قيرلز جاي واي بي إنترتينمنت قرر أنه يضم وانغ فاي فاي و منغ جيا إلى من (مغنية) وسوزي (مغنية) و يطلع فرقة بأسم ميس أيه

## وصلات خارجية
- وانغ فاي فاي على موقع IMDb (الإنجليزية)
- وانغ فاي فاي على موقع ميوزك برينز (الإنجليزية)
- وانغ فاي فاي على موقع ديسكوغز (الإنجليزية)
- وانغ فاي فاي على موقع قاعدة بيانات الفيلم (الإنجليزية)